# 카말레오네스
《카말레오네스》(스페인어: Camaleones)은 2009년 방영된 멕시코의 텔레노벨라이다.